# Ludwig Nauwerk
Ludwig Gottlieb Carl Nauwerk, auch Ludwig Gottlieb Carl Nauwerck (* 5. September 1772 in Domhof Ratzeburg; † 25. Juni 1855 in Neustrelitz) war ein deutscher Verwaltungsjurist, Grafiker und Dichter.

## Leben
Ludwig Nauwerk, der die barocke ck-Schreibung seines Familiennamens ablegte, war ein Sohn des Dompropstes am Ratzeburger Dom Carl Albert Nauwerck (1735–1801). Er besuchte die Domschule in Ratzeburg. Von Carl Ludwig Fernow erhielt er Zeichenunterricht; er gehörte bald zu seinen bevorzugten Schülern. Fernow blieb Nauwerk freundschaftlich verbunden, wurde ein vertrauter Korrespondenzpartner und führte ihn später bei Johann Wolfgang von Goethe ein. Ab Herbst 1790 studierte Nauwerk an der Universität Göttingen. Nach Abschluss seines Studiums kehrte er nach Ratzeburg zurück und war als Procurator und ab 1799 als Kammersekretär für die mecklenburg-strelitzsche Regierung im Fürstentum Ratzeburg tätig, die ihren Sitz auf dem Domhof hatte. 1804 reiste er nach Weimar. 1814, als die Regierung des Fürstentums mit der herzoglichen Regierung in Neustrelitz vereinigt wurde, zog er dorthin. 1815 wurde Nauwerk der Titel Hofrat verliehen, 1847 der Titel Geheimer Hofrat. Am 21. August 1849 erbat er seinen Abschied, der ihm auch gewährt wurde.
Von 1807 bis 1810 war er Sekretär der Literarischen Gesellschaft Ratzeburg. 1835 war er Gründungsmitglied des Vereins für mecklenburgische Geschichte und Altertumskunde.
Carl Nauwerck war sein unehelicher Sohn.

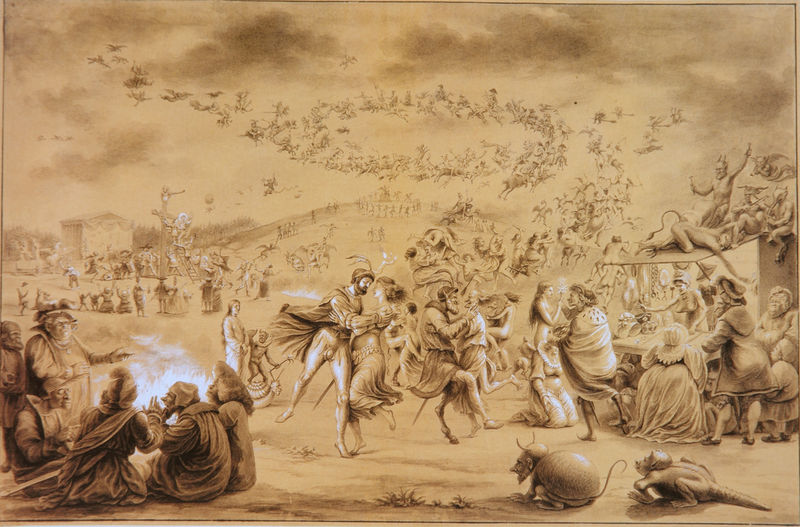
Walpurgisnacht, Museum Georg Schäfer

Von seinem graphischen Werk wurden vor allem seine Zeichnungen zu Goethes Faust bekannt. 1810 hatte er sechs erste Proben davon über Carl Friedrich Zelter an Goethe gesandt, der sie sehr schätzte. Er vermittelte den Erwerb der Blätter durch die mecklenburg-schwerinsche Erbprinzessin Karoline Luise von Sachsen-Weimar-Eisenach und ermutigte Nauwerck, sie als Kupferstiche zu veröffentlichen. Die insgesamt zwölf Blätter erschienen dann als Lithographien in Hamburg 1826, 1828 und 1831 und wurden von ihm selbst auf Stein übertragen. Eine Ausgabe ist heute Teil der Sammlung im Frankfurter Goethe-Haus. Ein Original der Walpurgisnacht-Illustration befindet sich im Museum Georg Schäfer in Schweinfurt.

## Werke
- (anonym) Psyche. Ein episches Gedicht. Ferdinand Albanus, Neustrelitz 1811 (hdl.handle.net).
- Epilog beim Schluß der Bühne zu Neustrelitz, am Geburtstage der verwitweten Prinzessin von Solms-Braunfels. 1815.
- Gesänge zum Geburtstag des Großherzogs Georg.
- Vorspiel für die Bühne Sendung der Muse 1819.
- Vorspiel Der Elfenhain 1819 (zum Geburtstag der Großherzogin Marie).
- Vorspiel Raphaels Vision. 1820.
- Faust eine Tragödie Goethes. 1826 (mit 12 Zeichnungen).
- Gelegenheitsgedichte. 1822.
- Der Schild des Achilleus. Ilias 18 Gesänge von 478–608. 1840 (mit 9 Darstellungen).